# 九州号

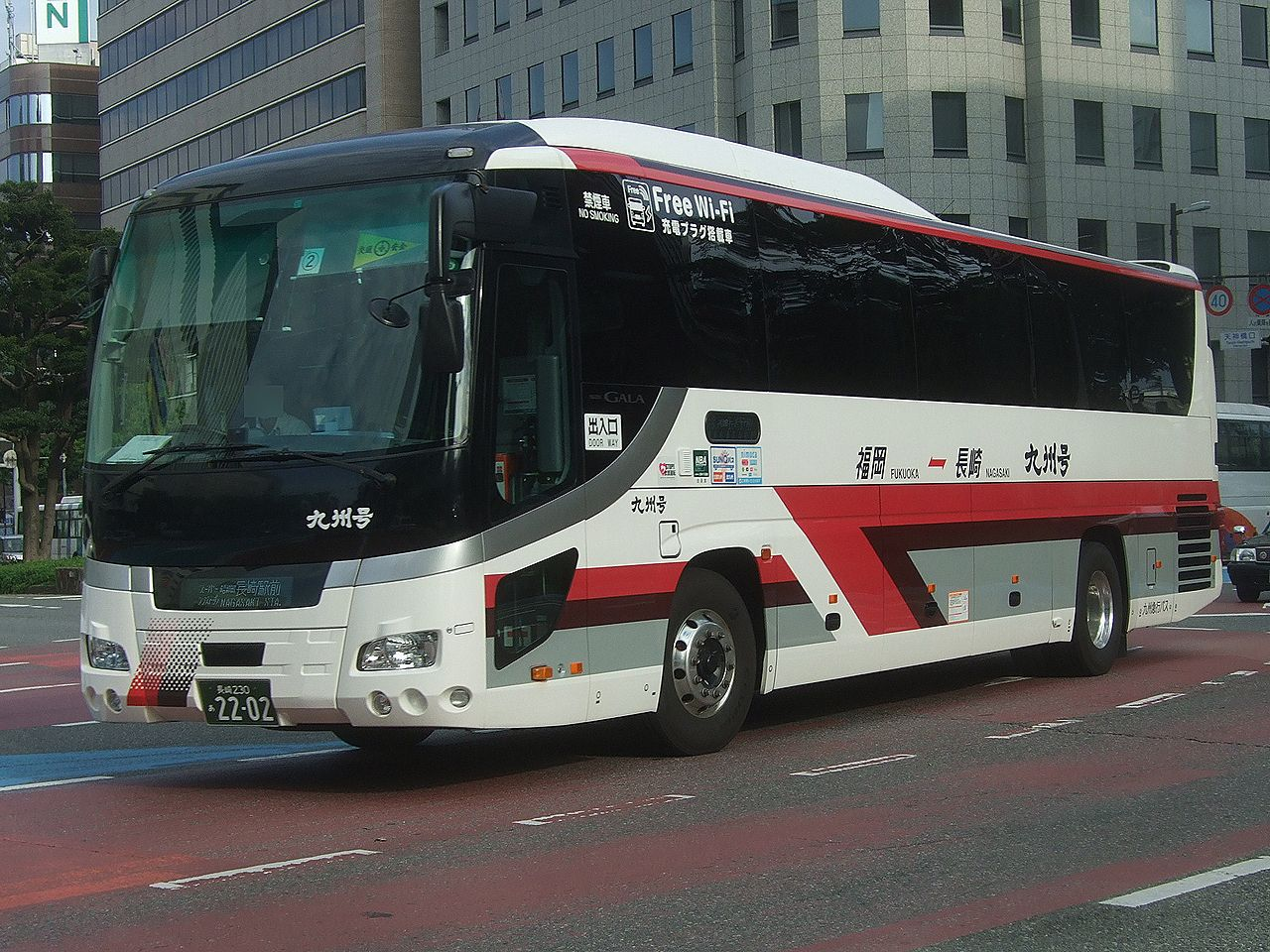
九州号（九州急行バス）

九州号（きゅうしゅうごう）は、福岡県福岡市と長崎県長崎市を結ぶ高速バス路線である。九州急行バスが運行している。

## 概要
福岡市の博多バスターミナル（博多駅前）・西鉄天神高速バスターミナルと、長崎市の長崎駅前（長崎県営ターミナル）を結ぶ高速バス路線である。
1966年に一般道経由の特急バスとして運行を開始。1981年から長崎自動車道の開通以降は高速バスとして運行している。JR九州が博多駅 - 長崎駅間で運行する特急・西九州新幹線「リレーかもめ・かもめ」それぞれ競合関係にある。
運行を行う九州急行バスは、福岡県・佐賀県・長崎県の路線バス5事業者（西日本鉄道・昭和自動車・祐徳自動車・西肥自動車・長崎県交通局）の共同かつ均等の出資比率による、本路線の運行を専業とするバス事業者である。
1980年代半ばに高速バスにおいて関係地の複数社による共同運行が一般化するまでは、九州急行バスのように沿線のバス事業者が共同出資で運行会社を設立し高速バスや長距離バスを運行する例が全国各地で見られたが、その多くが後に廃業や吸収合併で消滅、或いは出資各社のうち特定の一社に資本が集約され当該社の傘下で複数の路線を運行するようになっているが、九州急行バスは現在も沿線の複数事業者の共同出資を維持しつつ単独路線を運行する数少ない例である。

## 運行会社
| 多客期には西鉄観光バス（左・画像は過去続行便として運行されていた西鉄バス二日市）や長崎県交通局（右）による続行便が運行される |  | 多客期には西鉄観光バス（左・画像は過去続行便として運行されていた西鉄バス二日市）や長崎県交通局（右）による続行便が運行される |
| 多客期には西鉄観光バス（左・画像は過去続行便として運行されていた西鉄バス二日市）や長崎県交通局（右）による続行便が運行される |  | |

- 九州急行バス（担当：福岡営業所、長崎支社）
- 多客期には以下の会社も、続行便を運行している。
  - 長崎県交通局（担当：長与営業所・東長崎営業所・福岡営業所） - 長崎側の発券予約業務は通年で担当している。
  - 西鉄観光バス（原則福岡支社が担当）
  - 西鉄バス久留米（担当：御井町支社）

かつては祐徳自動車が運行する嬉野温泉折り返し便が2往復設定されていた。「かささぎ号」の愛称もあったが、運行経路は「九州号」の嬉野温泉経由便とほぼ同様であり実質「九州号」の一系統となっていた。1999年以降は嬉野温泉から鹿島市内の鹿島中川まで延長し（途中、塩田町の塩田役場前に停車）、2002年9月30日限りで休止となるまで運行された。
また、かつては九州観光バス（2008年3月31日以前、担当：福岡東支社）、西鉄バス二日市も続行便を運行していた。

## 現行系統・運行経路
2015年1月19日現在、2種別6系統があり、総運行本数は平日56往復、土日・祝日58往復である。ただし一部の期間には休日であっても平日ダイヤで運行されることがある。福岡・長崎両市内のみに停車する「スーパーノンストップ」と、途中の主要停留所に停車する系統がある（この系統はかつて「ノンストップ」と呼ばれていた）。スーパーノンストップは長崎市内の経路の違い、大村インターの停車の有無によって、その他の系統は福岡空港の停車の有無、嬉野温泉経由の有無で3系統に分かれる。なお、かつては各停留所に停車する各停便もあったが現在は運行されていない。なお福岡空港、嬉野バスセンター立ち寄り便のほとんどが後続のスーパーノンストップ便に追い抜かれる。
スーパーノンストップ（出島道路経由）
方向幕時代は白地に赤文字。平日 - 14往復、土日祝日 - 16往復運転。最速系統であり、天神 - 長崎駅前間の所要時間は西九州新幹線とほぼ互角である。
スーパーノンストップ（昭和町経由）
方向幕時代は赤地に白抜き文字。平日 - 長崎行き16本・福岡行き17本、土日祝日 - 長崎行き18本・福岡行き19本運転。
スーパーノンストップ（昭和町・大村インター経由）
方向幕時代はオレンジ。平日 - 長崎行き2本・福岡行き3本、土日祝日 - 長崎行き5本・福岡行き4本運転。
嬉野インター経由
方向幕時代は黄地に黒文字。3往復（平日・土日祝日とも）運転。
福岡空港経由
方向幕時代は紫地に白抜き文字。15往復（平日・土日祝日とも）運転。
福岡空港・嬉野バスセンター経由
方向幕時代は緑地に黒文字。4往復（平日・土日祝日とも）運転。
全区間の所要時間は、スーパーノンストップが2時間10～20分程度、その他の系統が2時間50分台。福岡発よりも長崎発の所要時間のほうが若干短い。

### 停車停留所
| 停車停留所                     | スーパーノンストップ | スーパーノンストップ | 嬉野IC 経由 | 福岡空港 経由 | 嬉野BC 経由 |
| 停車停留所                     | 出島道路 経由        | 昭和町 経由          | 嬉野IC 経由 | 福岡空港 経由 | 嬉野BC 経由 |
| ------------------------------ | -------------------- | -------------------- | ----------- | ------------- | ----------- |
| 博多バスターミナル             | ○                    | ○                    | ○           | ○             | ○           |
| 西鉄天神高速バスターミナル     | ○                    | ○                    | ○           | ○             | ○           |
| 福岡空港国際線ターミナル       | ∥                    | ∥                    | ∥           | ○             | ○           |
| 筑紫野（二日市温泉入口）       | ｜                   | ｜                   | ○           | ○             | ○           |
| 高速基山                       | ｜                   | ｜                   | ○           | ○             | ○           |
| 嬉野インター                   | ｜                   | ｜                   | ○           | ○             | ○           |
| 嬉野バスセンター               | ∥                    | ∥                    | ∥           | ∥             | ○           |
| 大村インター                   | ｜                   | △                    | ○           | ○             | ○           |
| 高速大村木場                   | ｜                   | ｜                   | ○           | ○             | ○           |
| 諫早インター                   | ｜                   | ｜                   | ○           | ○             | ○           |
| 昭和町                         | ∥                    | ○                    | ○           | ○             | ○           |
| 平和公園                       | ∥                    | ○                    | ○           | ○             | ○           |
| 大波止                         | ○                    | ∥                    | ∥           | ∥             | ∥           |
| 長崎駅前（長崎県営ターミナル） | ○                    | ○                    | ○           | ○             | ○           |

- 博多バスターミナル - 高速基山、嬉野インター - 嬉野バスセンター間、昭和町・大波止 - 長崎駅前間のみの相互利用は不可。また、大村インター・大村木場 - 長崎市内間のみの利用も不可（諫早インターからは両方向利用可）。
- 福岡行きは博多バスターミナル降車場が終点。2013年1月までは博多駅前Fのりば（西日本シティ銀行本店前）が終点だった。
- スーパーノンストップ（出島道路経由）の長崎行きは長崎駅前高架下広場が終点。
- 2013年12月16日より、スーパーノンストップ（昭和町経由）の一部が大村インターに停車。

### 運行経路
スーパーノンストップ（出島道路経由）
博多バスターミナル - 西鉄天神高速バスターミナル - 天神北ランプ - 福岡都市高速1号線・2号線 - 太宰府IC - 九州自動車道 - 鳥栖JCT - 長崎自動車道 - 長崎IC - ながさき出島道路 - 長崎駅前
上記以外の系統
博多バスターミナル - （この間出島道路経由と同じ） - 長崎自動車道 - 長崎多良見IC - 長崎バイパス - 川平IC - 国道206号 - 長崎駅前
- 福岡空港経由は福岡都市高速2号線榎田ランプと半道橋ランプの間で一般道を経由する。
- 嬉野バスセンター経由便は長崎自動車道嬉野ICを一旦出て嬉野市内を走行して嬉野バスセンターに停車する。

- スーパーノンストップ便（昭和町経由・出島道路経由便）を除き長崎自動車道多久西PAで5分程休憩する（続行便を出す場合、スーパーノンストップ便でも多久西PAで休憩する場合がある）。
- 精霊流しなどで長崎市内で交通規制が行われる場合、出島道路経由便が長崎バイパス経由で迂回運行することがある。この場合、長崎昭和町と平和公園は通過となり、長崎駅前と西鉄天神高速バスターミナルの間が無停車となる。
- 長崎ランタンフェスティバルの際は、福岡行き直行臨時便が運行される場合もある。

## 座席
スーパーノンストップ便は2013年4月1日より、各停便もは2021年1月12日より座席指定制を導入した。乗車日の1か月前から電話またはインターネット（＠バスで）による予約が可能。また、予約は九州急行バス本社・長崎支社では取り扱っていないため、予約センターにて予約を取る必要がある。
博多バスターミナル、西鉄天神高速バスターミナル、福岡空港、長崎駅前から乗車する際は発車10分前に発車時間・便の指定された乗車券を購入するか、確定券を受け取る必要がある。昭和町についてもバス停前にある窓口に委託係員がいる場合は乗車券の購入が可能である、これら以外の場所から乗車する場合、もしくは予約センター営業時間外（19時以降または8時前）に乗車する場合は乗車の際、予約時の電話番号（下4ケタ）または氏名を運転士に告げ、予約を確認する。

## 使用車両

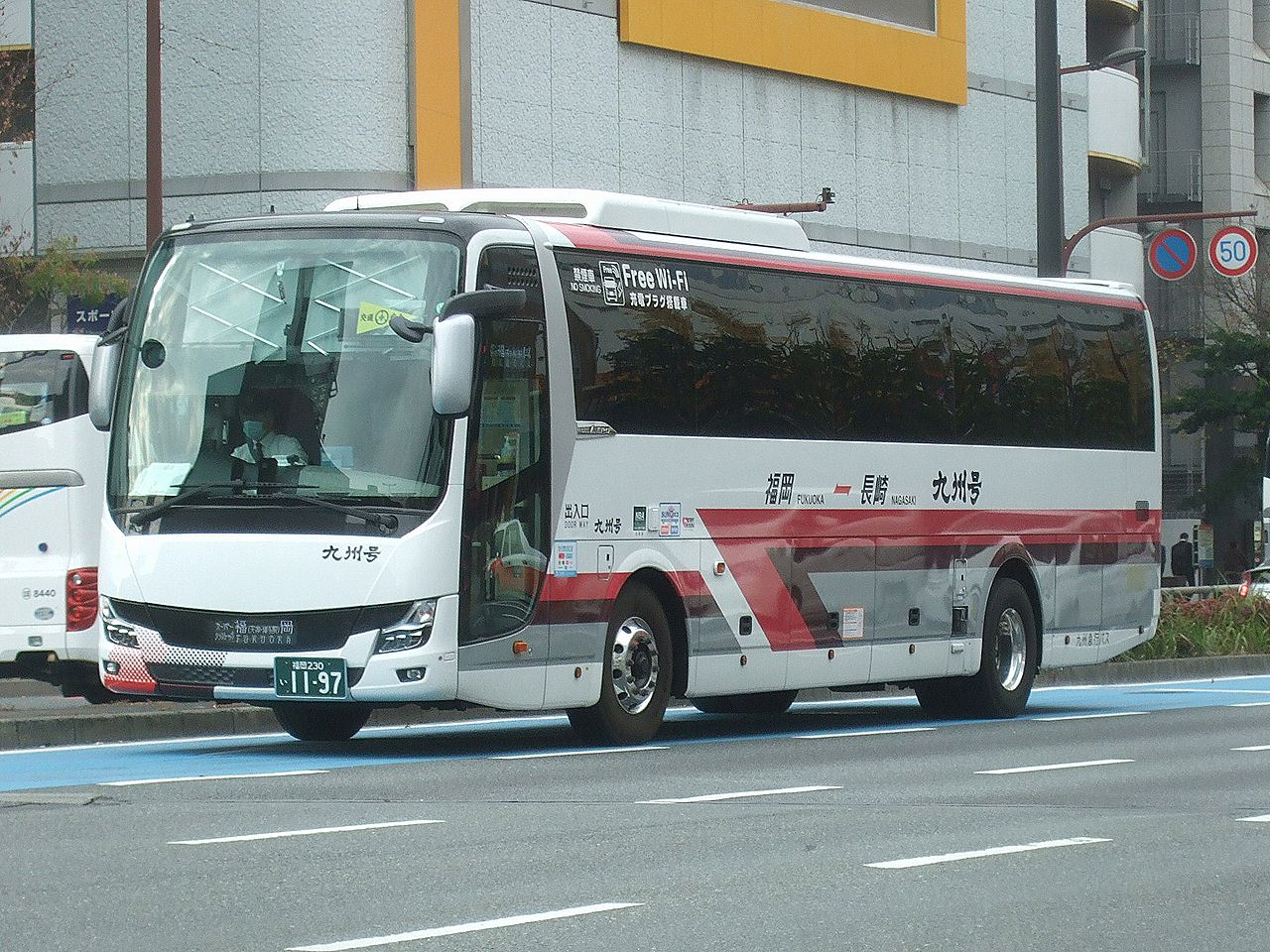
2019年に導入されたエアロエース

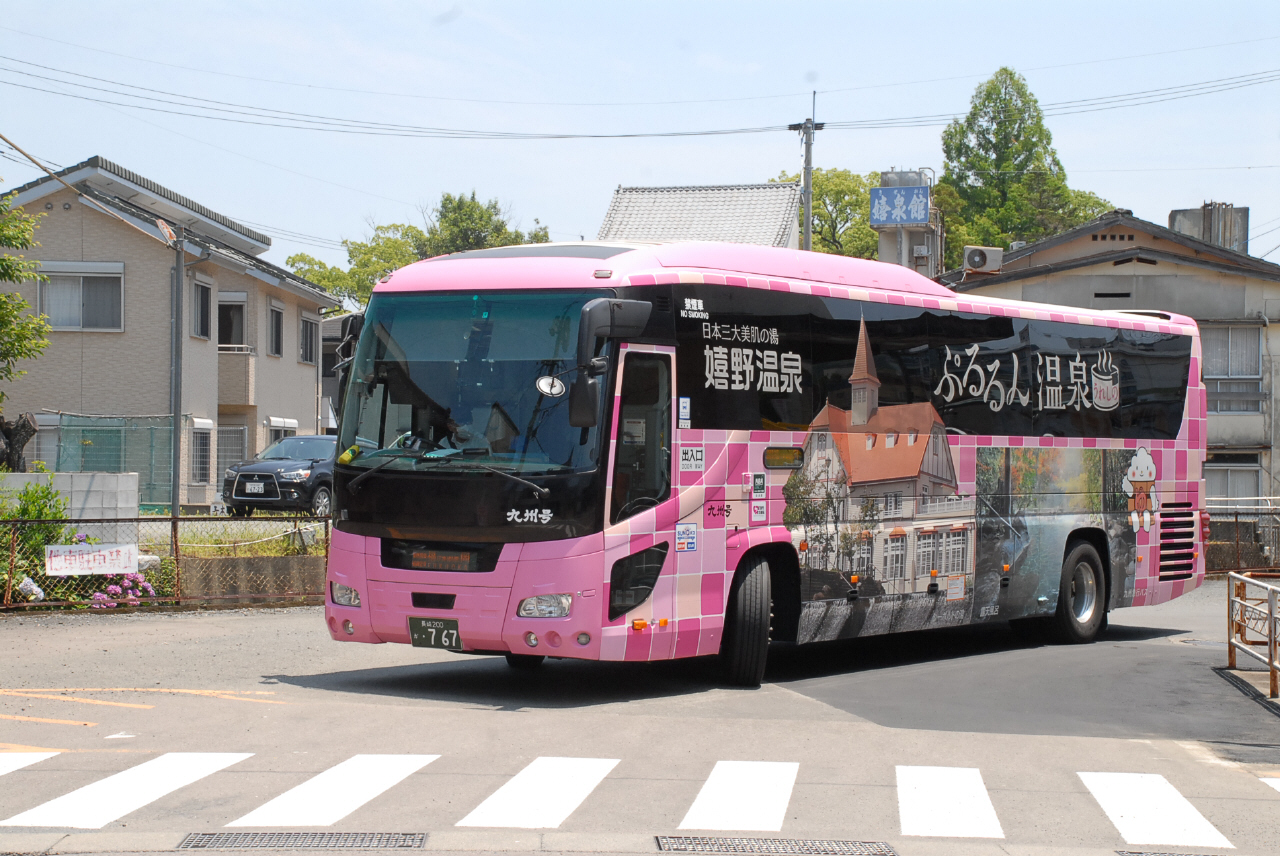
車両にラッピング広告が施されることがある

※正規便

### 車種
- 三菱ふそう・エアロエース（純正車体）
- いすゞ・ガーラ（純正車体）
- 日野・セレガ（純正車体）

### 車両設備
- ハイデッカー
- 4列リクライニングシート（補助席付き）
- 化粧室（トイレ）
  - 2012年5月納入のいすゞ・ガーラ、2013年4月納入の日野セレガは後方パウダールーム付き。
- 電源コンセントまたはUSBポート
- 車内Wi-Fi

かつては1+2列リクライニングシートの車両が使用されていたが、2020年までにすべて4列シート車に代替された。また2000年代まではオーディオ・ビデオサービスやコーヒー・お茶のサービスが行われていたが現在ではすべて廃止されている。
※続行便
- ハイデッカー
- 4列リクライニングシート

長崎県交通局運行の続行便は上記設備の一般貸切車を使用。車体に行先及び九州急行バスからの受託運行である旨を表示する。

## 歴史

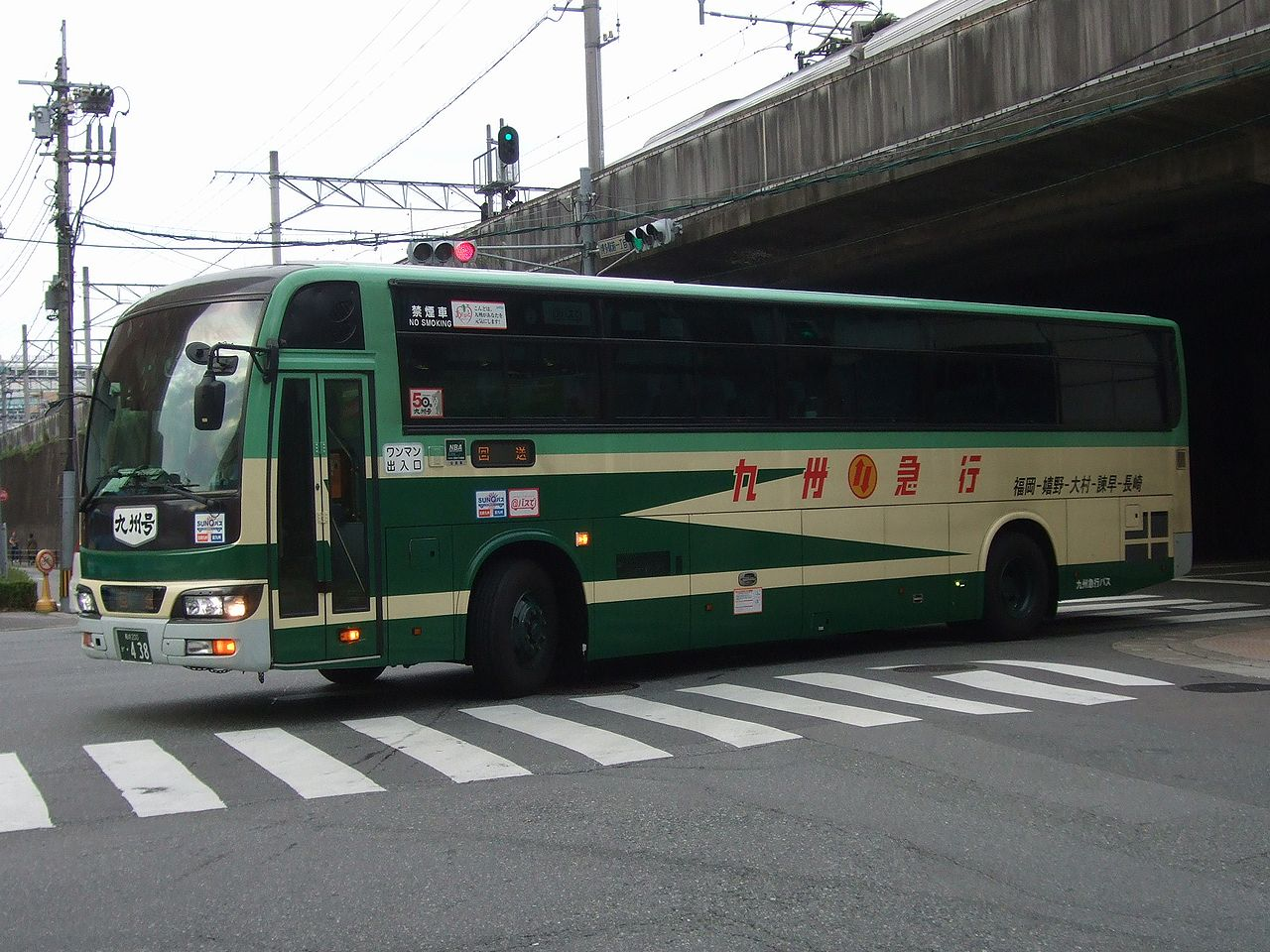
運行開始時の車両のカラーリングを再現した車両（現在は廃車となった）

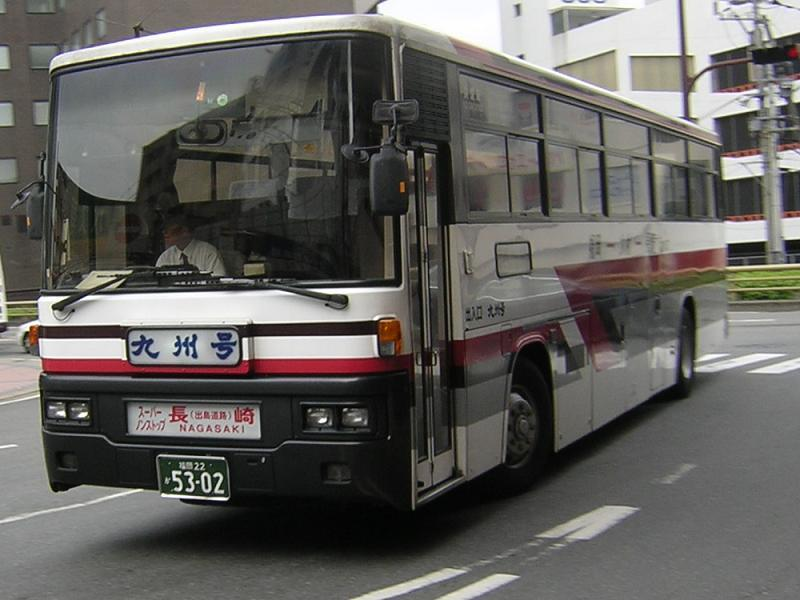
かつて使用されていた西工S型車両

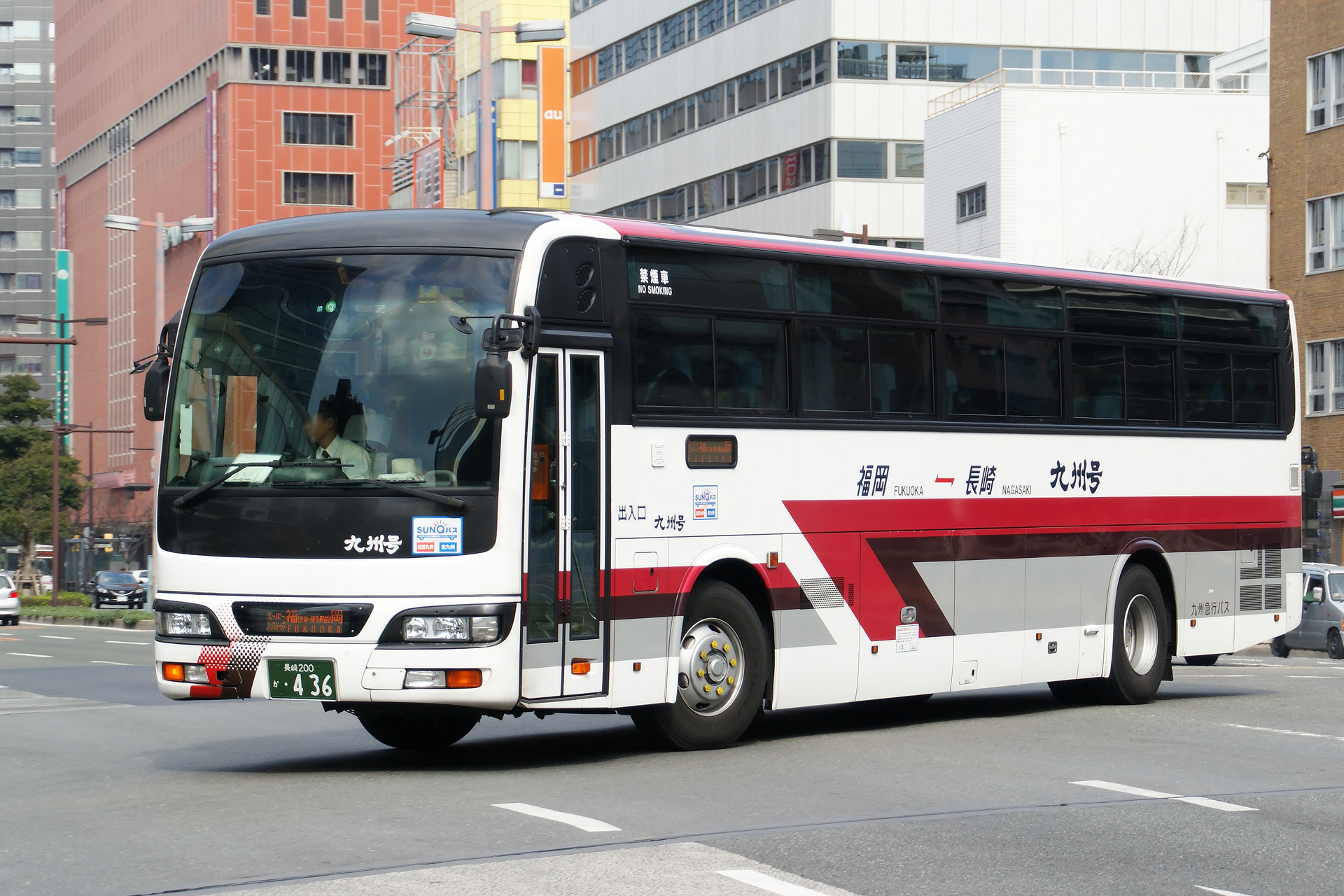
かつて使用されていた西工C-I型車両

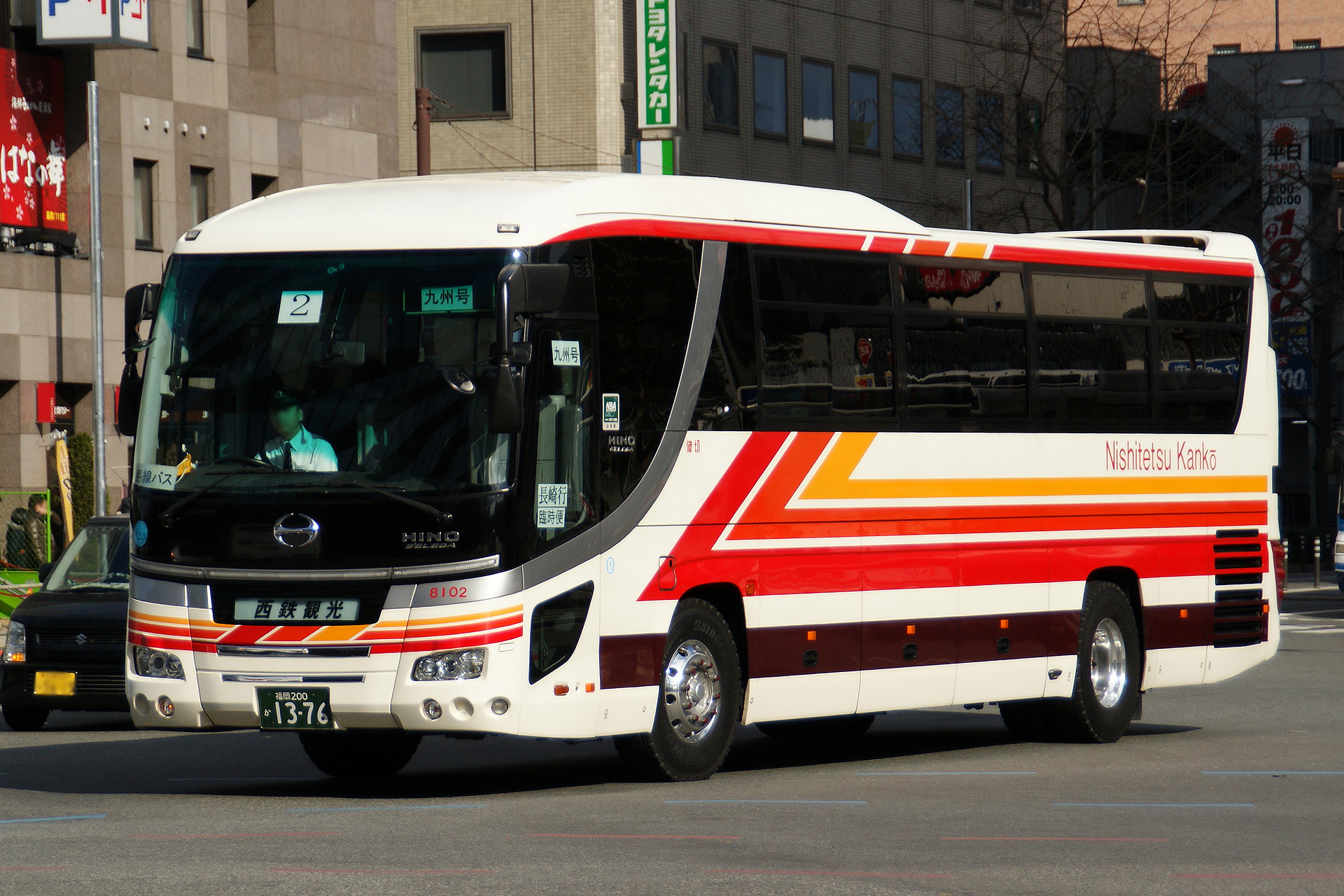
西鉄観光バスが担当していた九州号続行便

- 1966年（昭和41年）9月20日 - 福岡～長崎間の特急バス「九州号」運行開始。当時は国道3号線・34号線経由で、所要時間は約4時間30分。
  - 当時の停車地は天神バスセンター、博多駅交通センター、二日市、鳥栖、目達原、神埼駅通り、佐賀片田江、肥前山口駅前、武雄駅前、嬉野、大村、諫早駅前、昭和町、長崎駅前。
  - 当時の福岡ー長崎間の運賃は大人650円。
- 1972年（昭和47年） - 鳥栖筑紫野有料道路開業で、一部区間を国道から路線を乗せ換えて時間短縮を図る。
  - 以後、高速道路開業の度に路線を国道から高速道路に乗せ変える。
- 1976年（昭和51年）
  - 11月17日 - 福岡～長崎間の片道運賃1,500円、往復運賃2,600円に。
- 1998年（平成10年）4月23日 - 西鉄天神バスセンター降車場の完成により、天神の降車場所が天神郵便局前から同降車場に変更[2]。
- 1999年（平成11年）3月28日 - 福岡都市高速と九州自動車道が直結したことに伴うダイヤ改正。スーパーノンストップ便の運行を開始し、佐賀駅バスセンター経由便は廃止。これにより系統と停車地を以下のように整理。中（大野城市）には停車しなくなる。
  - スーパーノンストップ：博多駅交通センター、西鉄天神バスセンター、昭和町、長崎駅前
  - ノンストップ：博多駅交通センター、西鉄天神バスセンター、筑紫野、嬉野インター、昭和町、長崎駅前
  - 各停：博多駅交通センター、天神バスセンター、筑紫野、高速基山、高速鳥栖神辺、高速中原、高速神埼、高速金立、佐賀大和インター、高速小城、多久聖廟、武雄北方インター、高速川登、嬉野温泉、嬉野インター、東そのぎインター、高速松原、大村インター、高速大村木場、諫早インター、昭和町、長崎駅前
- 2000年（平成12年）12月21日 - 増便によるダイヤ改正が行われ、スーパー便が1時間1本に増便、新たに福岡空港経由便が運行開始。
- 2001年（平成13年）6月1日 - 福岡～長崎間4枚綴り回数券を9,900円→8,000円に値下げ、スーパー便が1時間2本に増便。各停便しか停車していなかった諫早インターに嬉野インター経由便と福岡空港経由便が新たに停車するようになった。
- 2002年（平成14年）
  - 2月1日 - 福岡～長崎間の片道運賃を2,900円→2,500円に、往復運賃を5,100円→4,500円にそれぞれ値下げ。
  - 3月1日 - 各停便廃止。高速筑紫野～嬉野インター間の停車地に停車しなくなる。嬉野温泉経由のノンストップ便を新設。
- 2004年（平成16年）
  - 3月28日 - 長崎自動車道延伸、ながさき出島道路の開通により、新系統「出島道路経由」運行開始。それにより、長崎市内の停車地に大波止が加わる。また東そのぎインター、高速松原、大村木場の停車地には停車しなくなる。
  - 9月1日 - ノンストップ便および嬉野インター経由便が出島道路経由だったが、スーパーノンストップ便に変更となった。ただし便数は改正前と同じである。
- 2005年（平成17年）9月1日 - ダイヤ改正で長崎市内の停車地に松山町が加わり、昭和町経由便の全便が停車する。あわせてノンストップ便は全便嬉野インター経由となった。また、スーパーノンストップ便も改正され、全体の便数は同じながらも昭和町経由が若干増やされた。
- 2006年（平成18年）6月1日 - テレビ（地上波・BS放送）・ビデオ・ラジオ・CDのサービスを廃止。
- 2007年（平成19年）7月1日 - ノンストップ便が再び高速基山に停車するようになる。
- 2008年（平成20年）
  - 8月1日 - 嬉野温泉停留所をそれまでの祐徳バス嬉野案内所前からJR九州・西肥バス嬉野バスセンターに変更。
  - 9月1日 - 福岡空港発着便（長崎バイパス経由・嬉野インター）が長崎発のみ2本新設される。嬉野温泉経由が1往復増便し福岡空港にも停車するようになり、平日、土日祝とも1日4往復運行となる。スーパーノンストップ便と福岡空港経由便も改正され、全体の便数が1往復削減されたものの、出島道路経由便が若干増やされた。
- 2009年（平成21年）9月1日 - 福岡空港発着便を廃止。7月18日より夏休み期間限定で運行していた女性専用便（スーパーノンストップ昭和町経由）を毎週金・土・日・祝日に設定。
- 2010年（平成22年）3月28日 - 女性専用便の運行を終了。
- 2011年（平成23年）10月1日 - 2012年9月30日までの期間限定で、学割・シルバー割引に当たる「九州号Goきっぷ」を発売開始（発売当初は3月31日までだったが2度期間延長された）。
- 2012年（平成24年）5月18日 - 九州の高速バス車両では初となるパウダールームを搭載した車両を運行開始。本便のみ4列シート車となる。
- 2013年（平成25年）4月1日 - スーパーノンストップ便のみ、これまでの時間指定制から座席指定制に変更。また長崎発便の降車所を従来の博多バスターミナル1階から博多バスターミナル2階に変更。
- 2013年（平成25年）12月16日 - ダイヤ改正。スーパーノンストップ系統に大村インター経由が新設される。また、嬉野バスセンター･福岡空港国際線ターミナル系統新設・福岡・長崎発便最終便の運行時刻15分繰り下げを実施する。
- 2014年（平成26年）
  - 4月1日 - 消費税率引き上げに伴い、運賃を改定。例として福岡～長崎間の片道運賃を2,500円→2,570円、往復運賃を4,500円→4,630円に、4枚綴り回数券を8,000円→8,230円にそれぞれ値上げ。
  - 7月1日 - 各停便が高速大村木場に停車[3]。
- 2016年（平成28年）9月20日 - 開業50周年記念イベントを開催[4]。同日より1年間限定で運行開始当時の復刻ラッピング車を1台運行するほか、長崎・福岡両バスターミナルにおいて当時の写真などを集めたパネル展も実施。
- 2018年（平成30年）12月1日 - グラバー号（名古屋 - 長崎）の路線廃止に伴い、九州号とどんたく号との間で乗継割引を実施[5]。
- 2019年（令和元年）10月1日 - 消費税率引き上げに伴い、運賃を改定。例として福岡～長崎間の片道運賃を2,570円→2,620円、往復運賃を4,630円→4,720円に、4枚綴り回数券を8,230円→8,380円にそれぞれ値上げ。
- 2020年（令和2年）3月27日 - 九州急行バスで「nagasaki nimoca」を導入し、交通系ICカード全国相互利用サービスに対応開始[6]。
- 2021年（令和3年）1月12日 - 各停便もこれまでの時間指定制から座席指定制に変更[7]。